# 全国レディース卓球大会
全国レディース卓球大会（ぜんこくレディースたっきゅうたいかい）は日本の女性だけの卓球の大会。
主催は日本卓球協会。協賛は第一三共ヘルスケア株式会社。

## 概要
- 30歳以上の女性選手による全国大会。
- 団体戦とダブルスの2種類がある（重複出場不可）
- 団体戦は4単1複で、1番が60歳以上、2番が50歳以上、4番が40歳以上、5番が30歳以上と決まっている。
- ダブルスはふたりの合計年齢でクラスが分かれる。
- また同年の全日本クラブ卓球選手権との重複出場はできない。